# Ducato (circoscrizione)

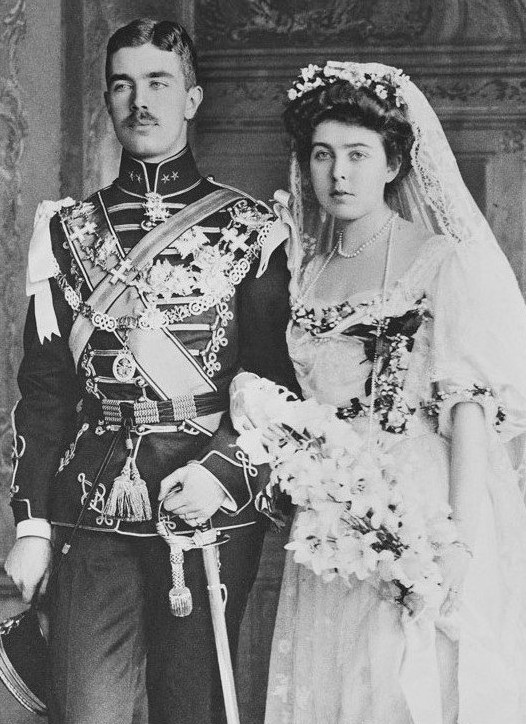
Il duca e la duchessa di Scania nel 1905

Un ducato, detto anche ducea in alcuni territori dei regni di Napoli e Sicilia, era una circoscrizione amministrativa governata da un militare di alto livello  (in latino dux) investito del potere politico da parte di un'autorità superiore. Tuttavia, fino ai secoli centrali del Medioevo il titolo di duca faceva riferimento esclusivo al comando militare, infatti, le fonti riportano diversi casi di "duchi" al comando di marche o contee.
Nell'Europa occidentale, solitamente, il titolo ducale era uno dei titoli più alti all'interno della gerarchia nobiliare, quindi l'appannaggio di un ducato spesso veniva riservato a un parente stretto del sovrano, come un figlio cadetto, un nipote o un fratello del re, o comunque un alleato che gli fosse fidato e vicino. Proprio in virtù di questo loro grande prestigio, in diversi casi, ad esempio nel caso dei ducati bizantini e longobardi e dei ducati originari del Sacro Romano Impero, i duchi e le duchesse vantarono una grande autonomia rispetto ai sovrani.

## Ducati in Italia

### Alto Medioevo
I Longobardi che conquistarono l'Italia erano guidati da una forte aristocrazia militare, i cui membri portavano il titolo di dux. I duchi si spartirono il territorio, ponendosi a capo di circoscrizioni che presero da loro il nome di ducati. Il potere dei duchi longobardi era tale da aver il diritto di eleggere il proprio sovrano o, nel caso estremo del periodo dei Duchi, di decidere di farne a meno. Il fatto che i Longobardi non conquistarono la penisola italiana secondo una strategia ben definita, portò a un'occupazione frammentata e disomogenea, che alla lunga frazionò il regno in due metà: la Langobardia Maior e la Langobardia Minor. In genere, l'autorità centrale che i sovrani longobardi esercitavano da Pavia riusciva a imporsi soltanto nei più piccoli ducati della Langobardia Maior; viceversa, i due grandi ducati della Langobardia Minor, il ducato di Benevento e il ducato di Spoleto, mantennero sempre una maggiore autonomia.
A seguito della conquista longobarda, la frazione della prefettura del pretorio d'Italia rimasta in mano ai Romani venne riorganizzata. La prefettura del pretorio venne sostituita dall'esarcato, mentre le province vennero sostituite da ducati. Ad ogni modo, sia l'esarca che i duchi, come i loro omologhi longobardi, erano essenzialmente comandanti militari. Le successive conquiste longobarde e la Promissio Carisiaca fatta da Pipino a papa Stefano II portarono alla progressiva scomparsa dei ducati romei dall'Italia centro-settentrionale, confinandoli all'Italia meridionale. L'unica eccezione fu il Ducato di Venezia, che finì per diventare la Repubblica di Venezia.
La conquista franca nel 774 consentì a Carlo Magno, riconosciuto come sovrano dai duchi, di governare sulla Langobardia Maior e sul ducato di Spoleto, mentre il ducato di Benevento rimase sostanzialmente autonomo. Inizialmente, l'aristocrazia ducale longobarda mantenne il proprio potere, ma la rivolta di Rotgaudo del 776 spinse il re dei Franchi e dei Longobardi a sostituire i duchi con funzionari pubblici (in latino comes), di fatto trasformandoli in contee, secondo l'uso carolingio.
Il meridione d'Italia, diviso tra i ducati campani e i principati longobardi nati dal frazionamento del ducato di Benevento, oscillò a lungo tra la sfera d'influenza dell'Impero carolingio (dalla seconda metà del X secolo sostituito dal Sacro Romano Impero) e dell'Impero romano d'Oriente, fino a che tutta l'area non venne conquistata dai Normanni nell'XI secolo. Nel 1059 lo Stato normanno degli Altavilla ricevette dal papa il titolo di Ducato di Puglia e Calabria. Dal 1130, quando il papa creò il Regno di Sicilia, il titolo di duca di Puglia fu spesso conferito all'erede al trono.

### Dal Basso Medioevo all'Età moderna
La situazione dei ducati italiani mutò nel corso del Basso Medioevo, in quanto il ducato di Spoleto fu inglobato nello Stato della Chiesa nel 1198, mentre, a partire dal 1395, alcune signorie dell'Italia centro-settentrionale cominciarono ad ottenere il titolo ducale dall'imperatore o dal papa. Complessivamente, i principali ducati eretti dopo il 1395 furono i seguenti:
- Ducato di Sinagra;
- Ducato di Milano dal 1395, feudo imperiale;
- Ducato di Savoia dal 1416, che aveva la sovranità sul Piemonte, feudo imperiale;
- Ducato di Urbino dal 1443;
- Ducato di Modena dal 1452, feudo imperiale;
- Ducato di Ferrara dal 1471;
- Ducato di Camerino dal 1515;
- Ducato di Mantova dal 1530, feudo imperiale;
- Ducato di Firenze dal 1530, poi Granducato di Toscana, feudo imperiale fino al 1648, poi dal 1737 al 1766;
- Ducato di Castro dal 1537;
- Ducato di Parma dal 1545;
- Ducato di Sabbioneta dal 1577, feudo imperiale;
- Ducato del Monferrato dal 1575, feudo imperiale;
- Ducato di Mirandola dal 1619, feudo imperiale;
- Ducato di Guastalla dal 1621, feudo imperiale;
- Ducato di Massa dal 1664, feudo imperiale;
- Ducato di Lucca dal 1815.

Nello Stato Pontificio e nei regni di Napoli e Sicilia rispettivamente il papa e il re concedevano il titolo di duca come titolo di nobiltà, inferiore a quello di principe. Questi ducati erano feudi ai quali generalmente non era garantita alcuna autonomia o sovranità politica. Fra i primi ducati pontifici ci furono il Ducato sovrano di Latera (1489), il Ducato di Sermoneta (1503), il Ducato di Paliano (1519), il Ducato di Bracciano (1560), Ducato di Salci (1568). Tra i ducati del Regno di Napoli si possono ricordare:
- Ducato di Alvito,
- Ducato di Sora.

## Ducati in Germania

### Sacro Romano Impero
Nel X secolo, al tempo della Casa di Sassonia, il Regno di Germania era diviso in cinque ducati: il ducato di Lotaringia, proveniente dal regno di Lotario II, e da quattro "ducati nazionali", che rappresentavano ciascuno un popolo germanico:
- Il Ducato di Sassonia (i Sassoni);
- Il Ducato di Franconia (i Franchi Salii);
- Il Ducato di Svevia (gli Alemanni);
- Il Ducato di Baviera (i Bavari).

Il Ducato di Franconia era ereditario nella dinastia salica e con l'estinzione della stessa nel 1125 cessò di esistere. Fu ripristinato per un breve periodo da alcuni membri della casata Hohenstaufen.
Il Ducato di Svevia divenne ereditario nella famiglia Hohenstaufen. All'estinzione della stessa, nel 1268, anche il Ducato cessò di esistere. Venne anch'esso restaurato dagli Asburgo, ma dopo poco nuovamente soppresso.
Nel 977 il ducato di Lotaringia fu diviso fra un ducato di Alta Lotaringia o dell'Alto Reno (che successivamente modificherà il proprio nome in Ducato di Lorena) e un ducato di Bassa Lotaringia o del Basso Reno.

Il Ducato di Lorena rimase sempre indipendente e cessò di esistere nel 1766, quando fu annesso alla Francia.

Nel 1101 il conte di Limburgo venne investito del ducato di Bassa Lotaringia. Tuttavia, cinque anni più tardi quest'ultimo feudo gli fu tolto. Ad ogni modo, lui ed i suoi successori continuarono a chiamarsi duchi: così nacque il Ducato di Limburgo. Nel 1289 il ducato passò sotto la dominazione del Ducato di Brabante, di cui seguì le vicende storiche.
Il Ducato di Boemia, costituito nell'835, si trovava nell'orbita del Sacro Romano Impero, come altri stati dell'Europa Orientale. A dire il vero, il titolo ceco (knížectví) corrisponde alla parola slava di solito tradotta come "principato". Nel 1055 divenne ufficialmente parte dell'Impero e nel 1198 fu elevato a Regno.
Nel 976 la Carinzia fu separata dalla Baviera e nel 1012 fu eretta definitivamente in ducato. Nel 1335 fu assegnata agli Asburgo, di cui seguì le sorti.

Nel 1156, durante la guerra tra i Guelfi e gli Hohenstaufen, anche l'Austria fu eretta in Ducato d'Austria. Nel 1278 essa passò agli Asburgo e successivamente, nel 1453, fu elevata ad arciducato.
Nel 1180 la caduta in disgrazia di Enrico il leone, sempre durante la lotta contro Federico Barbarossa, ebbe per conseguenza di far staccare dal suo Ducato di Sassonia il nuovo Ducato di Vestfalia, sotto la giurisdizione del principe vescovo di Colonia e di far elevare la Stiria a ducato. Quest'ultimo ducato nel 1192 fu unito all'Austria, di cui seguì successivamente le sorti.
Nel 1181 il Ducato di Pomerania, che già esisteva come entità contesa fra sacro Romano Impero e Polonia, fu definitivamente accolto come territorio dell'Impero. Nel 1637 il ducato fu annesso alla Prussia.
Nel 1183 il Brabante fu elevato a ducato e i duchi nel 1190 ottennero anche il ducato di Bassa Lotaringia, ormai ridotto a poca cosa. Perciò da allora in avanti si parlerà semplicemente di Ducato di Brabante, che dal 1433 fu unito ai possessi borgognoni, di cui seguì le sorti.
Fra il 1187 ed il 1439 esistette il piccolo ducato di Teck.
Nel 1235 furono restituiti ai Guelfi i possedimenti allodiali che erano stati tolti nel 1180 ad Enrico il leone. Poiché però il Ducato di Sassonia era stato ormai concesso agli Ascani, questi territori furono costituiti in un nuovo ducato, chiamato di Brunswick-Lüneburg.
 In seguito da esso furono staccati per motivi successori i ducati di Brunswick-Wolfenbüttel, Brunswick-Grubenhagen, Brunswick-Calenberg e Brunswick-Celle.
Nel 1260 il Ducato di Sassonia venne diviso in due per motivi successori fra Sassonia-Lauenburg e Sassonia-Wittenberg.
Nel 1339 la contea di Gheldria venne elevata a ducato. Nel 1473 passò alla Casa di Borgogna e ne seguì le vicende.
Nel 1348 il Meclemburgo fu eretto in ducato. Più tardi questo feudo sarà diviso in tre distinti ducati: Meclemburgo-Schwerin, Meclemburgo-Strelitz e Ducato di Meclemburgo-Meclemburgo-Güstrow. Quest'ultimo nel 1695 tornò a Schwerin. Gli altri due ducati nel 1815 vennero elevati a granducati.
Nel 1354 la contea di Bar fu elevata a Ducato di Bar. Nel 1483 fu unita alla Lorena, di cui seguì le sorti.
Nel 1355 la contea di Lussemburgo fu elevata a ducato e nel 1437 passò alla casa di Borgogna di cui seguì le vicende. Nel 1815, infine, il Lussemburgo fu elevato a granducato.
La contea di Jülich venne elevata a ducato nel 1356, nel 1380 lo fu anche quella di Berg e nel 1417 quella di Kleve. Nel 1423 i ducati di Jülich e Berg furono riuniti sotto la stessa dinastia e nel 1521 si unì anche Kleve. Nel 1609, all'estinzione della dinastia, Kleve fu assegnato al Brandeburgo, Jülich e Berg al Palatinato-Neuburg.
Nel frattempo, nel 1364 anche la contea di Carniola, che già apparteneva agli Asburgo, fu elevata a ducato.
Nel 1410 furono creati tre ducati per i cadetti del Palatinato: Palatinato-Neumarkt (nel 1448 annesso al Palatinato-Mosbach), Palatinato-Mosbach (nel 1499 riunito al ramo principale) e Palatinato-Simmern (che nel 1559 ereditò titolo e terre del ramo principale e nel 1569 si estinse, confluendo nel Palatinato-Neuburg). Nel 1444 fu creato anche il Palatinato-Zweibrücken che sopravvisse autonomo fino al 1799 e quindi divenne parte del Palatinato. Nel 1505 fu creato il ducato del Palatinato-Neuburg che nel 1685 si estinse, confluendo nel Palatinato-Sulzbach, che a sua volta era nato da una sua partizione ereditaria nel 1569.
Nel 1422 il Ducato di Sassonia-Wittenberg, il margraviato di Meißen e il langraviato di Turingia vennero riuniti nel nuovo ducato di Sassonia. Da esso, a partire dal 1485 si separeranno seguendo complesse vicende successorie, i cosiddetti "ducati ernestini": Sassonia-Eisenach, Sassonia-Coburgo, Sassonia-Weimar, Sassonia-Gotha, Sassonia-Altenburg, ecc.
Fra il 1456 ed il 1794 esistette il piccolo ducato di Buglione.
Nel 1475 la contea di Holstein fu elevata a ducato, rimase un possedimento del re di Danimarca fino al 1864. Nel 1544 ne venne scorporato il ducato di Holstein-Gottorp per un ramo cadetto della stessa dinastia.
La contea del Württemberg fu elevata a ducato nel 1495. Questo stato divenne successivamente Regno, nel 1806.
Nel 1623 il duca di Baviera ottenne la dignità di Principe elettore; analogamente nel 1692 ricevette la dignità elettorale il duca di Brunswick-Lüneburg, che aveva nel frattempo riassorbito Grubenhagen, Calenberg e Celle. Questi due principi iniziarono a utilizzare il titolo, rispettivamente, di Elettore di Baviera ed Elettore di Hannover. Conseguentemente, anche il duca di Sassonia, che era principe elettore dal 1356, iniziò a titolarsi Elettore di Sassonia.
Nello stesso periodo, in seguito alla "secolarizzazione" dei principati ecclesiastici nell'area protestante, nel 1648 vengono eretti in ducato i territori che appartenevano a principi-arcivescovi: il Ducato di Brema, assegnato prima alla Svezia e poi all'Hannover, ed il Ducato di Magdeburgo, assegnato al Brandeburgo.
Nel 1644 anche il principato di Aremberg fu eretto in ducato.
Infine nel 1774 la contea d'Oldenburgo fu elevata a ducato. Nel 1815 questo stato, ingrandito con l'annessione di vari feudi minori, fu elevato a Granducato.
Nel 1806 Napoleone creò nell'ambito della Confederazione del Reno i ducati di Nassau, Anhalt-Bernburg, Anhalt-Dessau e Anhalt-Köthen.
Si deve, infine, osservare che il Ducato di Savoia, creato nel 1416 e durato fino alla soppressione del Sacro Romano Impero, benché facesse parte di quest'ultimo, non apparteneva al Regno di Germania.

### Confederazione Germanica
- Ducato di Anhalt-Bernburg (1815-1863), unitosi successivamente all'Anhalt-Dessau
- Ducato di Anhalt-Dessau (1815-1863)
- Ducato di Anhalt-Köthen (1815-1847), unitosi successivamente all'Anhalt-Dessau
- Ducato di Brunswick (1815-1918)
- Ducato di Lauenburg (1815-1876, dal 1866 prussiano)
- Ducato di Limburgo (1839-1866) appartenente al regno dei Paesi Bassi
- Ducato di Nassau (1806-1866), annesso successivamente alla Prussia
- Ducato di Sassonia-Altenburg (1826-1918)
- Ducato di Sassonia-Coburgo (1815-1918)
- Ducato di Sassonia-Gotha (1815-1826) unito successivamente a Sassonia-Coburgo
- Ducato di Sassonia-Meiningen-Hildburghausen (126-1918)

## Ducati in Francia
In Francia, un certo numero di ducati era presente durante il medioevo. Nell'XI secolo i ducati francesi erano solo cinque: il Ducato di Aquitania poi Ducato di Guienna e che dal 1063 era unito al Ducato di Guascogna; il Ducato di Borgogna; il Ducato di Bretagna; il Ducato di Francia ed il Ducato di Normandia.
A partire dal XIV secolo, alcune contee furono elevate al rango di ducati per essere date in appannaggio a cadetti del Re di Francia, come il Ducato di Alençon, il Ducato d'Angiò, il Ducato di Berry, il Ducato di Borbone, Ducato d'Orléans ed il Ducato di Valois.
Con l'affermarsi dei titoli nobiliari nel XVI secolo signorie e contee furono elevate a ducati come riconoscimento a fedeli servitori del re di Francia.
Dopo l'abolizione della monarchia e dei titoli feudali, l'unico titolo ducale francese che ancora sussista è quello di Duca di Normandia, che il Re d'Inghilterra mantiene per la propria casata. Le uniche terre che di questo ducato egli possiede, però, sono le Isole del Canale della Manica, che non appartengono alla Francia ma alla Corona Britannica.
Bisogna infine ricordare che il Ducato di Lorena ed il Ducato di Savoia erano parti del Sacro Romano Impero, benché oggi i loro territori si trovino in Francia.

## Ducati in Gran Bretagna
In Gran Bretagna ci sono ancora due ducati, il cui titolare non gode di un mero titolo onorifico, come ad esempio accade per il Duca di York ed il Duca di Edimburgo, bensì gode di diritti su immobili che gli forniscono un'entrata per uso personale. Si tratta dei ducati di Lancaster e di Cornovaglia.
Il Ducato di Lancaster venne creato nel 1351 ma venne riunito ai domini della corona nel 1399 quando il Duca, Enrico Bolingbroke, ascese al trono d'Inghilterra come Enrico IV. Ancor oggi il Ducato appartiene al Sovrano e le sue entrate rappresentano la disponibilità privata dello stesso.
Il Ducato di Cornovaglia fu creato nel 1337 e venne successivamente retto dai duchi di Cornovaglia, titolo spettante all'erede al trono presuntivo (qualora non vi sia un erede presuntivo il titolo ritorna al Sovrano).
Questi due ducati hanno attualmente perduto il proprio ruolo politico ed hanno un significato puramente onorifico, oltre che generare reddito al loro titolare. Gli altri ducati di cui sono insigniti i membri della famiglia reale britannica, invece, sono del tutto onorifici e non comportano possedimenti terrieri. I titoli ducali portati dalle altre famiglie nobili inglesi e scozzesi, infine, sono associati a proprietà private che non comportano più privilegi feudali.

## Ducati in Danimarca
- Ducato di Schleswig
- Ducato di Holstein
- Ducato di Sonderburg Glücksburg
- Ducato di Estonia (1219-1346)

## Ducati in Svezia
Nel Medioevo i re di Svezia assegnavano a ciascuno dei loro figli in feudo una provincia del regno. Nel 1618 questa prassi fu abbandonata, in quanto ormai anacronistica. A partire dal 1772 i re di Svezia sono tornati a conferire ai membri della famiglia reale titoli ducali relativi alle provincie tradizionali, ma essi hanno valore puramente onorifico, come avviene in tutte le moderne monarchie europee.

## Ducati in Polonia
Il termine usato in lingua polacca per definire la suddivisione amministrativa corrispondente al ducato è Księstwo. Alcuni ducati presenti nel territorio corrispondente all'odierna Polonia sono:
- Ducato di Curlandia e Semigallia (Księstwo Kurlandii i Semigalii)
- Ducato di Livonia (Księstwo Inflanckie)

Il Ducato di Prussia, divenuto nel 1701 Regno, è detto in polacco Prusy Książęce.

## Ducati nell'Impero latino d'Oriente
- Ducato d'Atene
- Ducato di Nasso
- Ducato di Filippopoli

## Oggi
In tempi recenti i ducati sono diventati estremamente rari; molti ducati conferiti negli ultimi due secoli avevano perlopiù un carattere onorifico. Attualmente non esistono al mondo ducati indipendenti; il Lussemburgo è indipendente come Granducato.